# Anton Schwarzkopf
Anton Schwarzkopf Jr. (* 8. Juli 1924 in Behlingen im Landkreis Günzburg; † 30. Juli 2001) war ein deutscher Konstrukteur von Achterbahnen und Fahrgeschäften. 
Nachdem er Anfang der 1950er Jahre die Schwarzkopf GmbH seiner Eltern Anton Sr. und Maria Schwarzkopf übernommen hatte, wuchs diese unter anderem durch die Erfindungen des Unternehmens sehr stark. Anton Schwarzkopf gilt zusammen mit Werner Stengel als der Erfinder des vertikalen Loopings der Neuzeit. 1978 wurde für den SDR ein filmisches Porträt über ihn und seine Arbeit in Auftrag gegeben. Schwarzkopf zog sich 1995 aus dem Geschäft zurück und wurde 1996 mit dem Ehrenpreis des "Verbandes der Deutschen Vergnügungsanlagenhersteller" ausgezeichnet. 
Anton Schwarzkopf starb nach langjähriger Parkinson-Krankheit am 30. Juli 2001.
Sein Sohn Wieland Schwarzkopf ist ebenfalls in der Freizeitbranche tätig und war Eigentümer der Wieland Schwarzkopf GmbH.